# قتل همسر من
قتل همسر من (به انگلیسی: My Wife's Murder) فیلمی محصول سال ۲۰۰۵ و به کارگردانی جیجی فیلیپ است. در این فیلم بازیگرانی همچون آنیل کاپور، سوچیترا کریشنامورتی، بومان ایرانی، ناندانا سن، راجش تاندون ایفای نقش کرده‌اند.